# ميتسوبيشي جيت
ميتسوبيشي ريجونل جت (ام.ار.جيه) (بالإنجليزية: Mitsubishi Regional Jet)‏ هي طائرة ركاب طائرة نفاثة إقليمية تتسع من 70 الي 90 راكب مصنعة من قبل شركة ميتسوبيشي لصناعة الطائرات المشتركة وهي شراكة بين ميتسوبيشي للصناعات الثقيلة وشركة تويوتا موتور ومن المقرر ان تبدأ أول رحلة لها في عام 2013م وتسليم أول دفعة منها للزبائن في 2014  وحسب شركة ميتسوبيشي فأنة الشركة تسعي لبيع 1000 طائرة خلال العشرين سنة القادمة وتسعي الشركة لتحقيق الربحية في غضون عشر سنوات عندما تتمكن من بيع 500 طائرة.

## صور

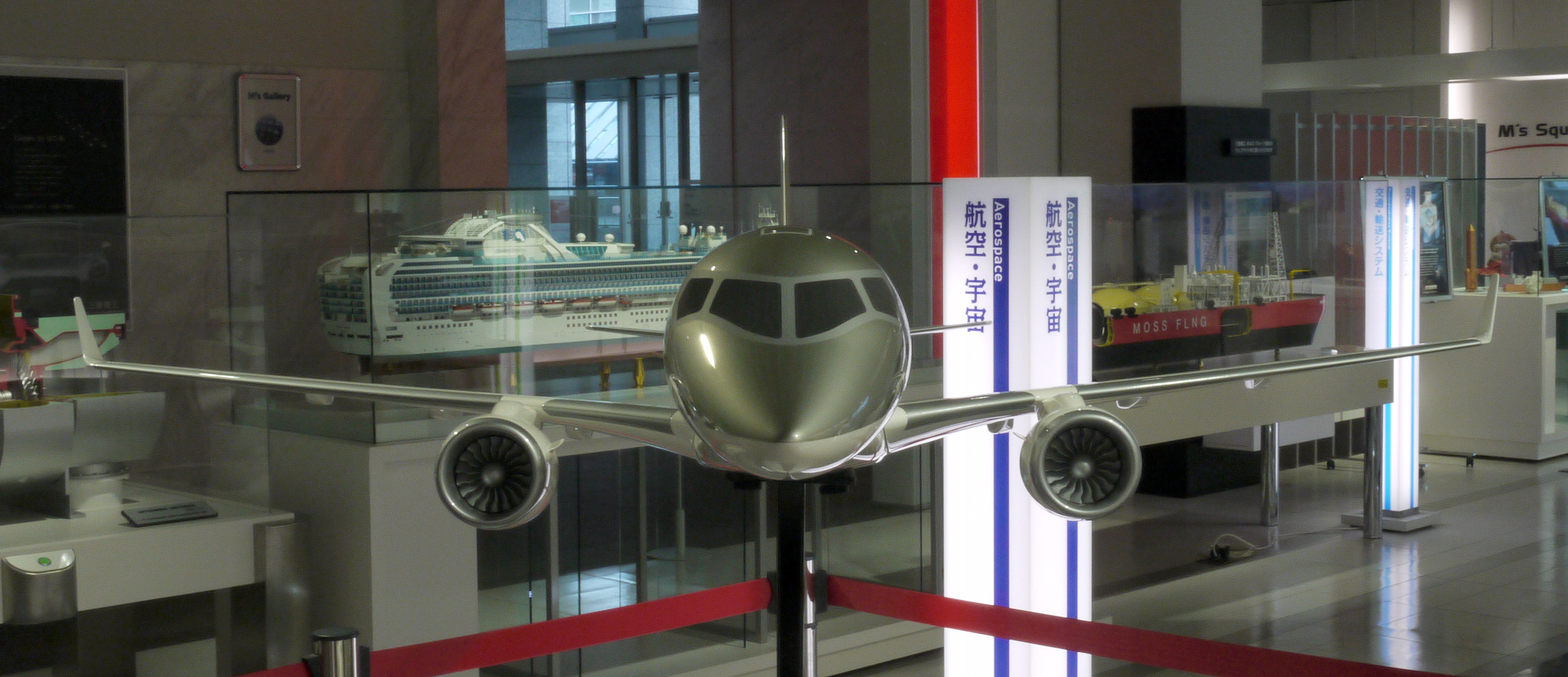
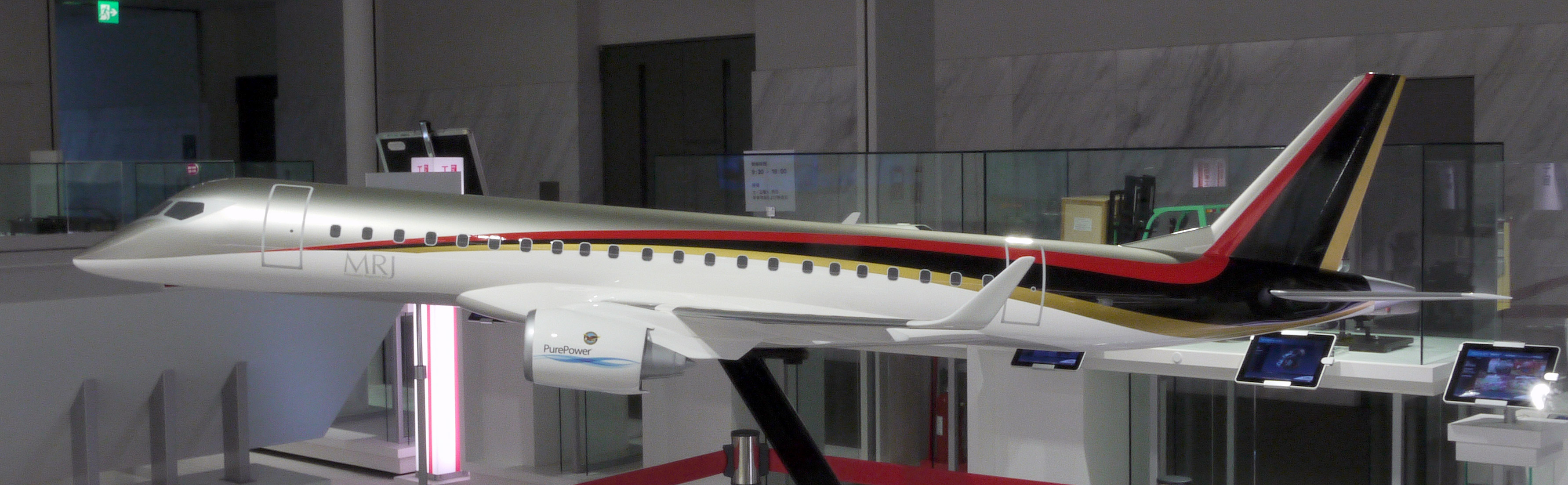
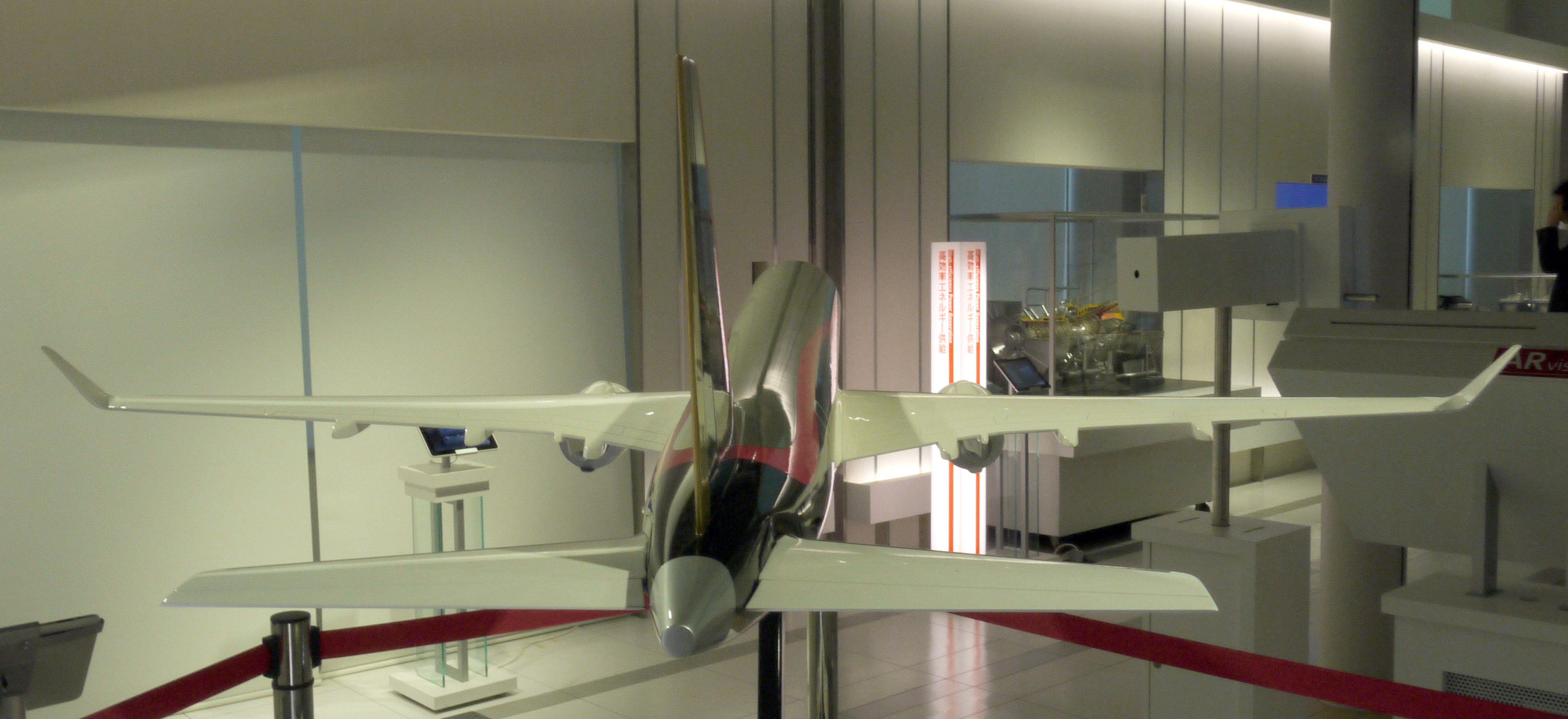
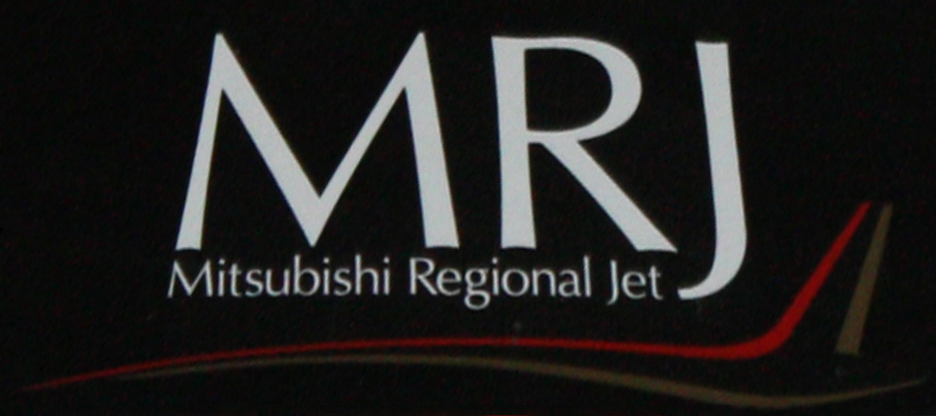

## وصلات خارجية
- الموقع الرسمي للطائرة